# Панчук, Олег Эльпидефорович
Панчук Олег Эльпидефорович (17 июля 1932, Черновцы — 28 февраля 2022) — советский и украинский химик. Доктор химических наук (1988), профессор.

## Биография
Олег Эльпидефорович Панчук родился 17 июля 1932 года в городе Черновцах в семье служащего. В 1954 году окончил с отличием химический факультет Черновицкого университета. В том же году поступил в аспирантуру, где под руководством профессора А. Памфилова в 1958 году защитил кандидатскую диссертацию на тему «Влияние нафталинсульфокислот на блеск электролитических слоев никеля». Работал научным сотрудником, в 1961 году стал ассистентом, в 1964 году — доцентом кафедры неорганической химии Черновицкого университета. В 1988 году защитил докторскую диссертацию на тему «Направленное легирования CdTe». В том же году был избран заведующим кафедрой неорганической химии Черновицкого университета.
В 1989—1997 годах занимал должность декана химического факультета.
Был почётным председателем общества «Украинский Народный дом в Черновцах».
Скончался 28 февраля 2022 года.

### Семья
О. Э. Панчук являлся двоюродным внуком Ольги Кобылянской. Его мать — приёмная дочь и племянница В. Кобылянской — Галина-Елена (по мужу Панчук). Отец, Эльпидефор Панчук, был первым директором Литературного музея А. Кобылянской.

## Научная деятельность
Основное направление деятельности — химия неорганических соединений и полупроводников.
А. Э. Панчук являлся автором 120 научных работ и 5 авторских свидетельств. Под его руководством было защищено 2 докторские и 4 кандидатские диссертации.
Преподавал в Черновицком национальном университете, читал курсы «Неорганическая химия», «Дефекты в полупроводниках», «Физико-химия полупроводников», «История химии».